# Erioloides macrocephalus
Erioloides macrocephalus är en insektsart som först beskrevs av George Clifford Carl 1908.  Erioloides macrocephalus ingår i släktet Erioloides och familjen vårtbitare. Inga underarter finns listade i Catalogue of Life.